# Laura von Oelbermann
Laura von Oelbermann, geb. Nickel (* 18. Mai 1846 in Köln; † 3. Juni 1929 ebenda) war eine Kölner Mäzenin und Stifterin von karitativen, protestantischen Einrichtungen insbesondere für Kinder, junge Frauen, Witwen und Kranke. Die von ihr ins Leben gerufenen Stiftungen setzen sich bis heute für die Unterstützung von Kindern und Jugendlichen ein. Als Anerkennung für ihr soziales Engagement wurde Laura Oelbermann als eine der letzte Personen am 15. August 1918 von Kaiser Wilhelm II. in den Adelsstand erhoben.

## Leben und Wirken
Laura Nickel wurde in Köln als Tochter eines Bürstenwarenhändlers geboren. Sie besuchte in Köln das Lyzeum der evangelischen Gemeinde an der Antoniterkirche. Im Jahr 1868 heiratete sie den Textilkaufmann Emil Oelbermann, der als Teilhaber der Seidenwarenfabrik Otto Andreae in Mülheim seit Ende der 1850er Jahre in New York und Chicago als Kommissionär arbeitete und lebte. Laura Oelbermann zog mit ihrem Mann nach New York, wo auch drei ihrer fünf Söhne zur Welt kamen.

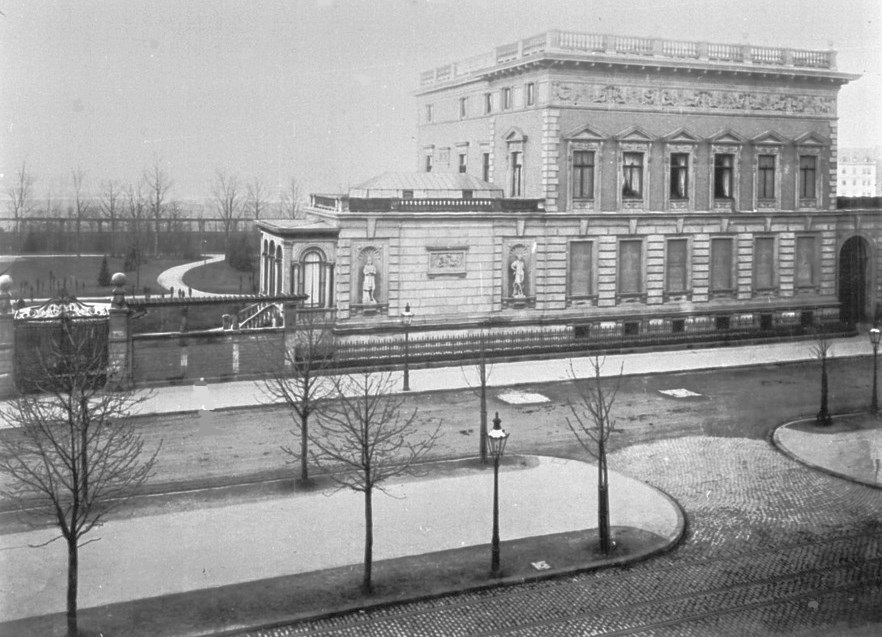
Villa Oelbermann, Hohenstaufenring 57

Im Jahr 1878 kehrte die Familie, die in Amerika einen beträchtlichen Reichtum erlangte, nach Köln zurück. In Ermangelung eines angemessenen Wohnhauses residierte die Familie zunächst im Excelsior Hotel Ernst, später im Haus Unter Sachsenhausen 4. Emil Oelbermann beauftragte den Architekten Hermann Otto Pflaume mit dem Bau eines repräsentativen Stadtpalais am Hohenstaufenring, das im Stil der italienischen Renaissance errichtet wurde.
Nach dem Tod ihres Mannes (1897) und ihrer Söhne Emil (1869–1870), Paul (1871–1871), Emil Jr (1872–1901), Alfred (1874–1904) und Harry (1877–1897) widmete sich die streng gläubige Protestantin Laura Oelbermann zahlreichen karitativen Aufgaben. Sie gründete Stiftungen und ermöglichte mit großzügigen Schenkungen unter anderem den Bau des ersten evangelischen Krankenhauses in Köln. Sie spendete 150.000 Mark für den 575.000 Mark teuren Krankenhausbau, der 1902 in Weyertal, im Kölner Stadtteil Lindenthal eingeweiht wurde.

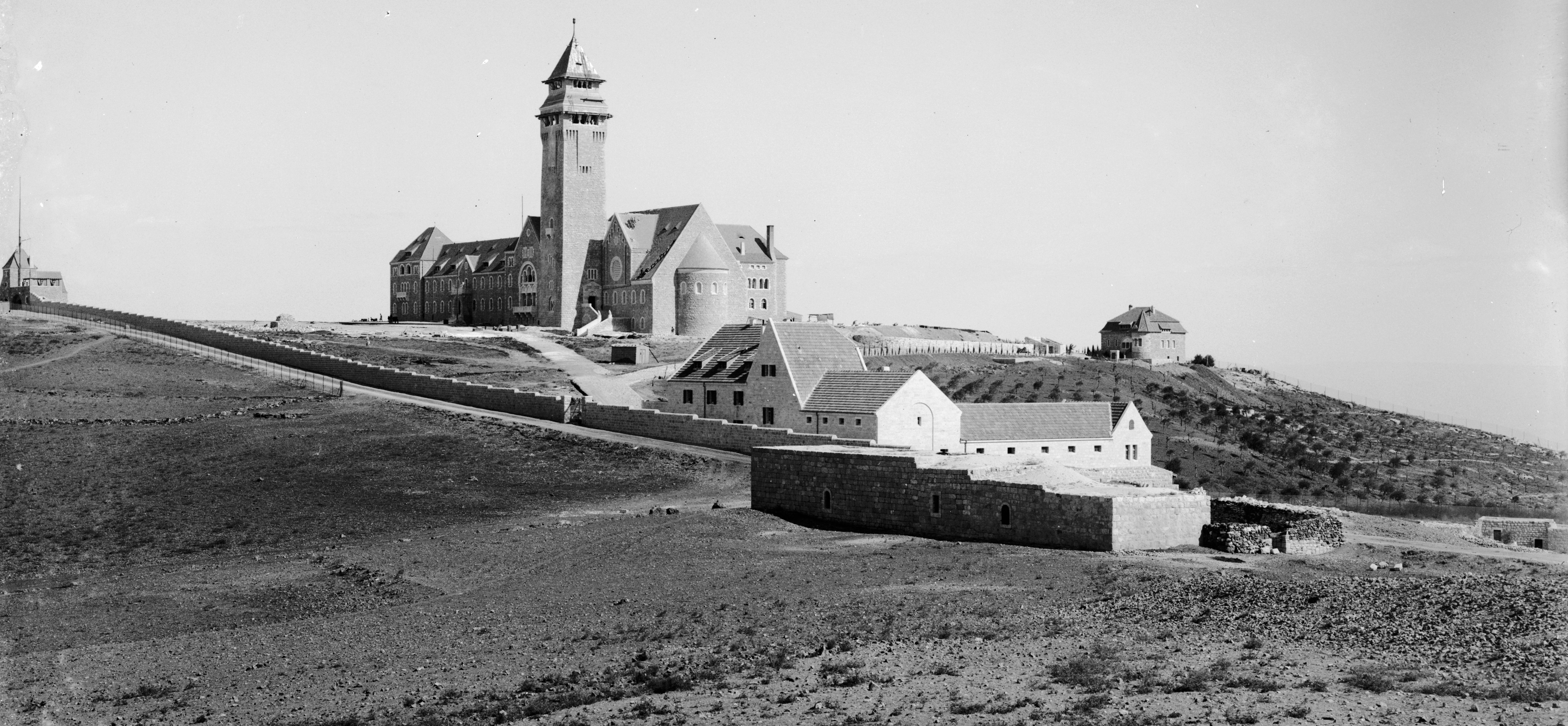
Auguste-Victoria-Hospital in Jerusalem

Im Jahr 1900 wurde auf ihre Initiative hin die Frauenhilfe, ein evangelischer Hilfsverein, in Köln gegründet. Sie selbst leitete den Verein bis zum Ende des Ersten Weltkrieges. Auch im Rheinischen Provinzialverband der Frauenhilfe war Laura Oelbermann langjährig im Vorstand tätig. Sie organisierte Armenspeisungen, Erholungsmöglichkeiten für Arme und Waisen, vermittelte Arbeit für Alleinstehende Frauen und Mütter und half bei der Sozialarbeit häufig eigenhändig mit.
Im Jahr 1906 spendete sie 1.000.000 Mark für die Errichtung des 2.225.000 Mark teuren Auguste-Viktoria-Hospitals auf dem Ölberg in Jerusalem, das 1910 eingeweiht wurde. Dafür wurde sie mit dem preußischen Ölberg-Kreuz geehrt. Im Jahr 1909 engagierte sie sich in der Palästina-Stiftung, die in Jerusalem den Bau einer Haushaltsschule initiierte. Laura Oelbermann gehörte vor dem Ersten Weltkrieg mit einem geschätzten Vermögen von 16–17 Millionen Mark zu den reichsten Einwohnern Kölns. In ihrer Heimatstadt unterstützte sie auch großzügig das kulturelle Leben; so finanzierte sie 1912 eine Forschungsreise nach Asien für das Museum für Ostasiatische Kunst.
Laura von Oelbermann war Anfang der 1920er Jahre Eigentümerin von zahlreichen Grundstücken, unter anderem am Hohenstaufenring (Nr. 30, 32, 48, 50, 52, 54 & 57), an der Jahnstraße (Nr. 36, 38), am Mauritiuswall (Nr. 15 und 17) sowie des Hauses Engelbertstraße 88. Bis auf ihr Wohnhaus und das Grundstück Engelbertstraße 88 verkaufte sie die Grundstücke bis 1925 an den Pariser Geschäftsmann Gayet.
Bereits zu Lebzeiten verfügte Laura von Oelbermann testamentarisch, dass das Inventar ihres Hauses Hohenstaufenring 57 nach ihrem Tode versteigert werden soll und der Erlös der Versteigerung ihren Stiftungen zugutekommen soll. Die Versteigerung des Mobiliars und der umfangreichen Kunstsammlungen wurden vom 11. bis 14. Dezember 1929 vom Kunsthaus Lempertz am Neumarkt in Köln vorgenommen. Unter den versteigerten Objekten waren 57 Perserteppiche, 169 Stück Mobiliar, 700 kunstgewerbliche Gegenstände darunter ein 600-teiliges Meißner Service, über 90 Meißner Statuen und Figurengruppen, 12 KPM - Moccatassen als Geschenk von Königin Auguste Victoria, Steinzeug aus dem Westerwald, Siegburg und Raeren. Unter den 120 versteigerten Gemälde waren Bilder von Camille Jean Baptist Corot (Schlösschen am Wasser), Théodore Rousseau (Flußdurchzogene Abendlandschaft mit Bauerngehöft im Vordergrund), Wilhelm Leibl (Bildnis des Vetters Dr. Karl Leibl; Kopf eines Bauernmädchens, Bauerngehöft zwischen den Bäumen, Trinkender Mann mit Becher und langer Tonpfeife), Hans Thoma (Schwarzwaldlandschaft mit Hirtenkinder), Franz von Lenbach (Bildnis von Hans Makart), Max Liebermann (Reiter in den Dünen), Franz von Defregger (Ball auf der Alm) sowie von Berthe Art (Blumenstück).

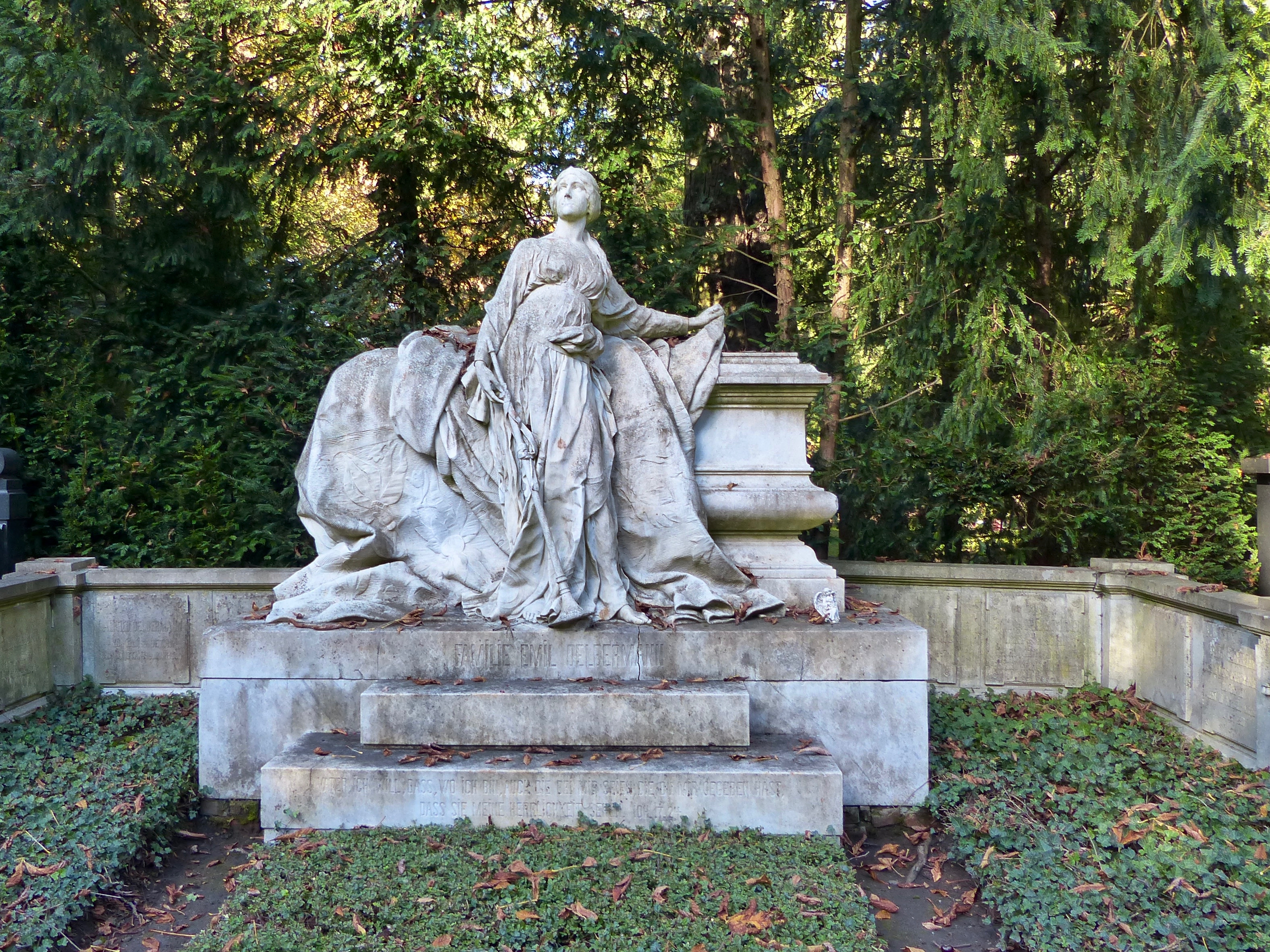
Grabmal Oelbermann auf dem Friedhof Melaten

Das Haus Hohenstaufenring 57 wurde nach ihrem Tod zu einer Pension für erwerbstätige evangelische Mädchen und zu einem Veranstaltungsort für evangelische Jungfrauenvereine umgebaut. Im Jahr 1931 zogen die ersten der 60 Bewohnerinnen in die einfach ausgestatteten Räume ein. Das umgebaute Stadtpalais überstand den Zweiten Weltkrieg und wurde bis Ende der 1970er Jahre als Berufstätigenheim der Oelbermann-Stiftung genutzt. Anfang der 1980er Jahre wurde die Oelbermannsche Villa abgerissen, um auf dem Grundstück ein Geschäftshaus zu errichten.
Laura von Oelbermann wurde auf dem Kölner Melaten-Friedhof (MA an Flur 70) neben ihrem Mann begraben. Das Grabmal wurde im Auftrag von Laura von Oelbermann nach dem Tod ihres Mannes 1897 von Karl Janssen entworfen und wurde im Zweiten Weltkrieg teilzerstört. An der Umrandung des Grabmals finden sich Erinnerungsplatten für ihre früh verstorbenen Söhne.
Die Grabinschrift für Laura von Oelbermann neben ihrem Mann lautet: Frau Emil von Oelbermann. Laura geb. Nickel. Vor dem Krieg zählte das Familiengrab Oelbermann zu den größten figürlichen Grabstellen auf dem Friedhof Melaten, das auf dem Podest mit der Inschrift: Vater, ich will, dass, wo ich bin, auch die bei mir seien, die du mir gegeben hast; denn du hast mich geliebt, ehe dem die Welt gegründet ward. (Joh.17,24) versehen ist.
Trotz der testamentarischen Verfügung Laura von Oelbermanns, dass die Stadt Köln das Grabmal zu Allerheiligen, Totensonntag und den Sterbetagen schmücken solle, verfiel das Grabmal zusehends und wurde erst 2009 umfassend instand gesetzt.

## Schenkungen und Einrichtungen der Stiftungen Laura von Oelbermanns
Nach dem Tod ihres Mannes und ihrer Söhne tätigte Laura Oelbermann umfangreiche Schenkungen, unter anderem 150.000 Mark für den unverzüglichen Baubeginn eines evangelischen Krankenhauses in Köln, 42.500 Mark für das deutsche Hospital in New York, je 10.000 Mark für das Wöchnerinnen-Asyl und für den Verein für die Feriencolonien, 8.000 Mark für den Kinderhort in der Kölner Südstadt, 6.000 Mark für die deutsche Kirche in Jerusalem, 5.000 Mark für die Armenverwaltung als Weihnachtsgabe, je 4.000 Mark für verschiedene evangelische Kirchen und den Verein zur Fürsorge für die Blinden in Köln, 3.500 Mark für das evangelische Kinderheim in Köln, 3.000 Mark für den Wohltätigkeitsverein, 2.000 Mark für den evangelischen Frauenverein und je 1.000 Mark für den Gefängnisverein und den Verein der weiblichen Angestellten.
Nach dem Tod ihres Sohnes Emil JR tätigte sie 1901 weitere umfangreiche Schenkungen, unter anderem 24.000 Mark für die Kölner Frauenhilfe, 20.000 Mark für den Bau des evangelischen Krankenhauses, 10.000 Mark zur Linderung der Arbeitslosigkeit, je 4.000 Mark als jährliche Zuwendung zur Ausstattung der evangelischen Krankenhauskapelle und zur Einrichtung des syrischen Waisenhauses in Jerusalem sowie je 2.000 Mark für den Verein für Volkswohl und für den Wohltätigkeitsverein.
Durch eine weitere großzügige Schenkung Laura Oelbermanns in Höhe von 1.000.000 Mark konnte am 28. April 1913 im Beisein der Prinzessin Charlotte von Sachsen-Meiningen in der Severinstraße 158 das Charlottenhaus, ein Kinder- und Waisenheim sowie ein Säuglings- und Mütterheim eingeweiht werden, dessen Unterhalt aus den Stiftungsgeldern von Frau Oelbermann bestritten wurde.
Im Jahr 1916 überwies sie der evangelischen Gemeinde Köln 1.000.000 Mark zum Bau der Auguste-Victoria-Kinderkrippe in der Overstolzenstraße 23 und des Emilienhortes in der Händelstraße 25, die am 22. Oktober 1916 eingeweiht wurden. Nach ihrem Tod wurde in der Volksgartenstrasse 46/48 ein Mütterheim eingeweiht. Auch nach dem Zweiten Weltkrieg wurden die Einrichtungen teilweise weiter geführt. Aus den Geldern der Oelbermann-Stiftungen wurden u. a. die Tagesklinik in der Pionierstraße und ein Jugendhaus in Buchheim finanziert.
Die am 1. Januar 1930 eingetragene Emil- und Laura Oelberman-Stiftung sowie die Laura-von-Oelbermann-Stiftung besteht als gemeinnützige Stiftung bis in die Gegenwart. Die Zinsen des Stiftungskapitals wurden satzungsgemäß als jährlichen Unterstützung für die Hinterbliebenen evangelischer Pfarrer verwandt. Die Geschäftsführung ihrer Stiftung liegt in der Hand des Evangelischen Stadtkirchenverbandes Köln.

## Stifterin für Kaiserkirchen

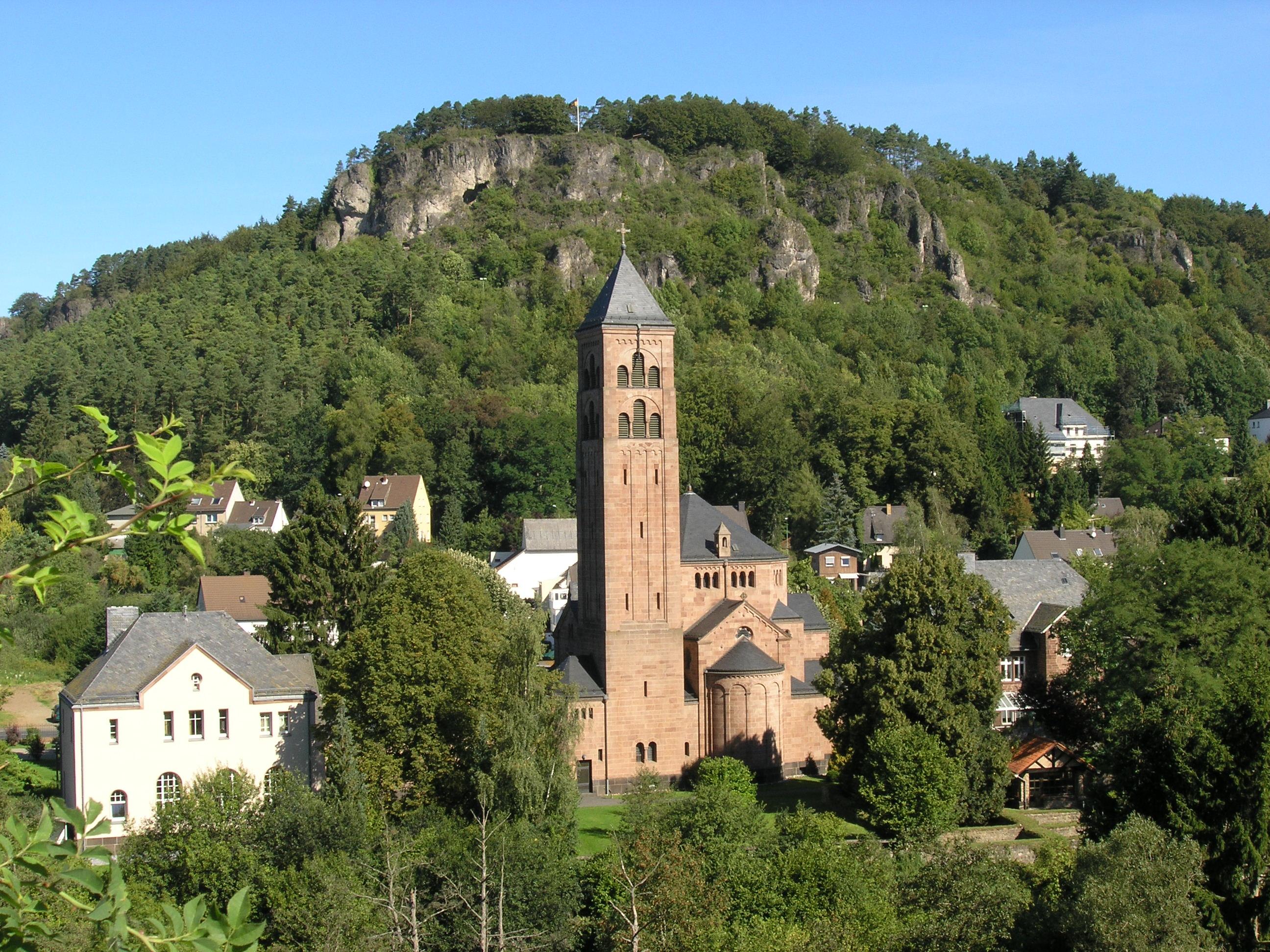
Erlöserkirche Gerolstein

Als bekennende Protestantin stiftete Laura Oelbermann für viele soziale und diakonische evangelische Einrichtungen in Köln oder initiierte sie sogar. Das Evangelische Klinikum Köln Weyertal entstand mit ihrer Hilfe – aber auch mithilfe der Kaisergemahlin Auguste Viktoria. Mit der Kaiserin, die ähnlich fürsorglich aktiv war, verstand sie sich gut, so dass sich zwischen dem Kaiserhaus und Laura Oelbermann eine freundschaftliche Nähe entwickelte. So ergab es sich, dass sie auch für mehrere Kirchen des letzten deutschen Kaisers Gelder gab. Für sechs wilhelminische Kirchen engagierte sie sich finanziell, vier in Deutschland, zwei in Jerusalem.
Die Kaiser-Wilhelm-Gedächtniskirche in Berlin, benannt nach Kaiser Wilhelm I., war das Paradestück der kirchenbaulichen Kampagne Wilhelms II. Dort übernahm Laura Oelbermann die Finanzierung der Mosaiken in der Vorhalle im Turm der Kirche. Sie durfte im Mosaik eine Gedenktafel anbringen lassen: zu Ehren Wilhelms I., ihres Ehemanns Emil und ihrer Söhne. Mit dem Datum 27. Februar 1906 gemahnt die Tafel an die Silberhochzeit des Kaiserpaars.
In der Eifel wurde Laura Oelbermann zweifach tätig: für die Erlöserkirche Mirbach und für die weiter südlich gelegene Erlöserkirche in Gerolstein. In Mirbach nahm Laura Oelbermann im September 1903 an den Einweihungsfeierlichkeiten teil. Ihr wurde ein Wappenfenster in der Kapelle gewidmet: der „Vorsitzenden(n) der Rheinischen Frauenhülfe des Evangelisch-Kirchlichen Hülfsvereins und Donatorin der Kapelle“ (Stiftungsurkunde, Berlin 1903). Das Fenster ging im Zweiten Weltkrieg verloren. In der Gerolsteiner Kirche erinnert ein Wappen von „L. Oelbermann“ in der südlichen Mosaikwand des westlichen Kreuzarms an ihre Zuwendung.
In der Schrift zur Einweihung der Erlöserkirche in Bad Homburg (Berlin 1908) wird „Frau L. Oelbermann zu Cöln“ als Donatorin genannt. Sie bekam „ein Bild Seiner Majestät des Kaisers und Königs mit eigenhändiger Unterschrift in vergoldetem Broncerahmen“.
Nach Jerusalem überwies Laura Oelbermann mehrfach Gelder: für das „Syrische Waisenhaus“, eine evangelische Bildungseinrichtung, für die „deutsche Kirche“ (wahrscheinlich die Erlöserkirche) und für die Himmelfahrtkirche. Für diese Kirche steuerte sie eine immens hohe Summe bei, mehr als das Kaiserpaar selber gab. Die Himmelfahrtkirche ist integraler Bestandteil der Auguste Victoria-Stiftung, einem großen Gebäudekomplex am Nordende des Ölbergs (Ölbergstiftung). In der Kirche weist ein Wappenfenster auf „L. Oelbermann“ hin. Im Frühjahr 1910 nahm sie dort an den Einweihungsfeierlichkeiten teil und bekam eine Kaiserbüste als Geschenk. Fast gleichzeitig wurde in Jerusalem auch die wichtigste deutsch-katholische Kirche im Heiligen Land eingeweiht, die Kirche „Mariae Dormitio“ auf dem Berg Zion. Die Dormitio ist mitsamt dem angrenzenden Benediktinerkloster auch Wilhelm II. zu verdanken. Er erwirkte beim Sultan eine Genehmigung für etwas, was im Osmanischen Reich nur schwer zu bewerkstelligen war – nämlich der Kauf von Land durch Ausländer, speziell eine christliche Institution.

## Ehrungen
- Wilhelm-Orden
- Ölberg-Kreuz
- Louisenorden Erster Klasse
- Verdienstkreuz für Frauen und Jungfrauen in Gold
- Rote Kreuz-Medaille (Preußen)
- Litteris et Artibus
- Verdienstkreuz für Kriegshilfe
- Sachsen-Meiningschen Verdienstorden für Frauen und Jungfrauen in der Kriegsfürsorge
- Ehrenzeichen für Kriegsfürsorge
- Kriegsverdienstkreuz (Lippe)
- Kriegs-Ehrenmedaille (Lippe).[8]
- Nobilitierung, am 15. August 1918 wurde sie als eine der letzten Personen von Kaiser Wilhelm II. für ihren Einsatz in der Kriegsfürsorge und ihr soziales Engagement nobilitiert.
- Die Uferpromenade im Kölner Rheinauhafen wurde 2005 nach Laura von Oelbermann benannt.